# José de Liñán
Pour les articles homonymes, voir Liñán.
José Pascual de Liñán y Eguizábal, comte de Doña Marina (Madrid, 19 juin 1858 - Miraflores de la Sierra, 18 novembre 1934), est un noble, juriste, écrivain, journaliste et homme politique espagnol traditionaliste.